# Ecomuseo dell’Alabastro

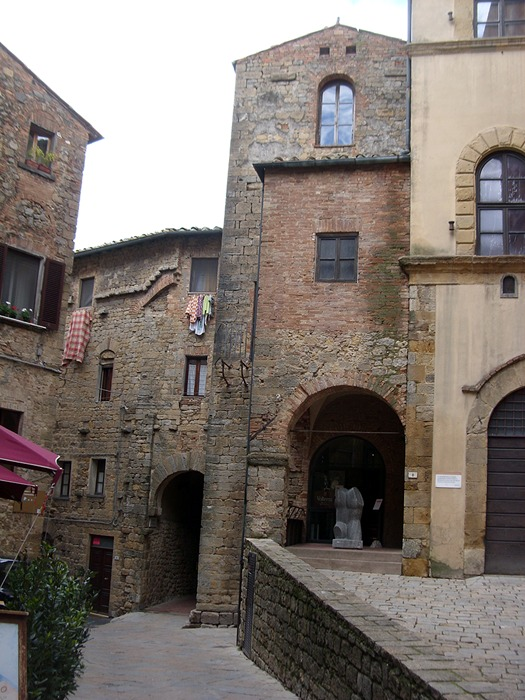
Ecomuseo dell’Alabastro im Turmhaus

Das Ecomuseo dell’Alabastro (Alabastermuseum) ist ein Museum in Volterra, in dem die Geschichte der Gewinnung und Verarbeitung von Alabaster in der Gegend um Volterra seit der Antike bis zur Gegenwart dargestellt wird. Das Museum wurde am 12. April 2003 eröffnet.

## Lage und Ausstellungskonzept
Das Museum ist im Turmhaus des mittelalterlichen Palazzo Minucci-Solaini, angrenzend an die Städtische Kunstsammlung (Pinacoteca Comunale) untergebracht.
In der Gegend um Volterra, Castellina Marittima und Santa Luce wurde seit mindestens dem 6. Jahrhundert v. Chr. Alabaster abgebaut und verarbeitet.
Im Museum sind antike Werke, insbesondere der Etrusker, bis zu zeitgenössischen Künstlern ausgestellt.
Zum Ecomuseo dell’Alabastro gehören auch noch Alabaster-Steinbrüche in der Umgebung von Volterra. Das Ecomuseum gliedert sich thematisch in drei verschiedene Teilbereiche: In Volterra wird schwerpunktmäßig die Geschichte der Verarbeitung, Marketing und Vertrieb des Alabasters dargestellt, während im Museum von Castellina Marittima der Bereich der Alabasterförderung näher beleuchtet wird. In Santa Luce, kann in dem nahe gelegenen Tal Marmolaio eine alte untertägige Gewinnungsstätte von Alabaster besichtigt werden. In der Cave del Massetto wurde qualitativ hochwertiger Alabaster abgebaut.
Kürzlich konnte von dem Museum eine vollständige Bildhauerwerkstatt von der eingesessenen Bildhauerfamilie Pagni aus Volterra übernommen werden.

## Ausgewählte Ausstellungsstücke
- etruskische Bestattungsurnen aus Alabaster
- eine Kollektion von Alabastermedaillons von Albino Funaioli
- eine Sammlung von Werken von Raffaello Consortini
- eine umfangreiche Werkschau von Giuseppe Bessi, u. a. mit der Skulptur Frau mit Spiegel